# Прилежаев, Николай Александрович
Николай Александрович Прилежаев (15 [27] сентября 1877, Капасово, Пензенская губерния — 26 мая 1944, Москва) — химик-органик. Член-корреспондент АН СССР с 1933 года. Действительный член АН БССР с 1940 года. В 1915—1923 годах профессор Киевского Политехнического института, Белорусского государственного университета, затем Белорусского политехнического института. Открыл реакцию окисления алкенов надкислотами в эпоксиды (реакция Прилежаева, 1909 г.).

## Биография, образование
Николай Александрович Прилежаев родился 15 (27) сентября 1872 в селе Копосево Нижегородской губернии в семье бедного деревенского священника.
Среднее образование получил в нижегородской духовной семинарии и только после смерти своего отца, предназначавшего его для духовного звания, он смог посвятить себя изучению естественных наук.
После сдачи экзаменов он был принят на естественное отделение физико-математического факультета Варшавского университета. Вскоре он стал одним из учеников знаменитого русского химика Вагнера Егора Егоровича и еще в студенческие годы (1899) напечатал свою первую научную работу “О нитрозатах этиленовых углеводородов”
После окончания университета он, по приглашению Вагнера, занимает должность “хозяйственного лаборанта” (лекционный ассистент) на кафедре органической химии Варшавского политехнического института. На протяжении ряда лет он в лаборатории и за это время напечатал ряд научных сообщений, частично связанных с работами Вагнера. Из них наиболее интересными являются работы: “Действие уксусного ангидрида на дизобутиленгликоль” и “Об оксоктеноле”. В 1909 году его работа увенчалась открытием так называемой реакции Прилежаева (действие органических гидроперекисей на непредельные соединения). Развитие им этой плодотворной области было отмечено присуждением ему премии имени Александра Михайловича Бутлерова (1912) и защитой им в Петербургском университете магистерской диссертации . Вслед за этим он избирается экстраординарным профессором на кафедру органической химии в Варшавском университете.
В 1915  Прилежаев был приглашен в Киевский политехнический институт для заведования кафедрой органической химии, где он и работал до 1924 года. Он был первым ректором Политехнического института сразу же после установления советской власти в Киеве, а также на протяжении многих лет деканом химического отделения этого института. В 1924  Прилежаев переводится в Минск, где становится одним из организаторов как химического факультета Белорусского государственного университета, так и отделившегося от него химического факультета Белорусского Политехнического института. Все время он ведет большую и разнообразную педагогическую работу, читая лекции по органической, технической и биологической химии. Он принимает активное участие в организации Белорусской академии наук и является первым директором Химического института. В этот же период  Прилежаев руководит научной работой многочисленных учеников в различных научных учреждениях Минска. Наряду с этим, он консультирует ряд химических учреждений и предприятий Белоруссии и ведет разнообразную общественную деятельность. Он участвует в работе ВСНХ, является депутатом Минского Городского Совета и председателем Минского отделения Всесоюзного химического общества имени Менделеева.
В 1933 году избирается членом-корреспондентом Академии Наук СССР, а в 1940- действительным членом Академии Наук Белорусской ССР.
В период Великой Отечественной войны Прилежаев, несмотря на преклонные годы, энергично включается в работу по восстановлению Академии Наук Белорусской ССР и химического факультета Белорусского университета, проводившуюся в это время в Москве. Он также принимает участие в работах комиссии по предварительному планированию послевоенного развития химической промышленности Белорусской ССР.
26 мая 1944 года Николай Александрович Прилежаев скончался в Москве после длительной и тяжелой болезни, не дожив до дня освобождения Белоруссии от фашистских полчищ.
Похоронен на Армянском кладбище в Москве.

## Ранние работы и их значение
Научная деятельность Н.А. Прилежаева связана главным образом с изучением реакции окисления и является продолжением и развитием работ русской школы химиков, особенно Вагнера Егора Егоровича. Окислительные реакции в их широком понимании в связи с процессами, протекающими в живом организме, интересовали Николая Александровича на протяжении все его жизни.
Научные труды  Прилежаева непосредственно примыкают к общепризнанной теперь перекисной теории медленного окисления активированным молекулярным кислородом, выдвинутой 1897 году известным русским химиком Алексеем Николаевичем Бахом. Согласно этой теории, перекиси являются первичными продуктами окисления и передатчиками активного кислорода.
Работы  Прилежаева, посвященные взаимодействию органических перекисей с непредельными соединениями, проливают дополнительный свет на механизм реакций окисления и самоокисления молекулярным кислородом.
Эти исследования изложены в ряде его статей (1900-1915) и в монографической работе “Органические перекиси и их применение для окисления непредельных соединений”, описывающей новый метод получения α-окисей олефинов, основанный на реакции прямого окисления двойной связи гидроперекисью бензоила. Основываясь на экспериментальном материале по окислению различно замещенных олефинов,  Прилежаев делает вывод, что реакция между олефиновыми углеводородами и гидроперекисью бензоила приводит к образованию окисей, возникающих вследствие присоединения к этиленовой связи одного атома кислорода.Благодаря открытию  Прилежаева α-окиси и разнообразные продукты их превращения стали вполне доступными. Также он первый обратил внимание на влияние природы заместителей и строения непредельных соединений на легкость окисления двойной связи.
Прилежаев подразделил все непредельных соединений по их отношению к перекиси бензоила на две группы: 1) соединения, содержащие несопряженные двойные связи и реагирующие нормально с количественным образование окиси; 2) соединения, содержащие главным образом сопряженную систему связей:” … все те, в которых усматривается или взаимное влияние двойных связей или двойной связи и какой-либо группы атомов. Как известно, такое взаимное влияние наиболее типично выражено в соединениях с сопряженными системами двойных связей. При окислении таких соединений окисный кислород, попадая в сферу влияния этих групп и связей, получает некоторые свойства, отклоняющиеся от нормальных свойств окисей.”

## Дальнейшие работы
Проведенные позже Прилежаевым и его учениками работы по окислению этиленовых соединений с галоидом при двойной связи показали, что эти вещества также должны быть отнесены к упомянутой выше второй группе соединений. Из более поздних работ в области окисления гидроперекисью бензоила следует отметить работы по окислению некоторых терпеновых производных, а также аминов и их смесей. В последние годы были начаты исследования по механизму бромирования третичных спиртов, а также по изучению реакции Гриньяра с галоидопроизводными, содержащими галоид у двойной связи. Ряд работ Прилежаева и его учеников был утерян в связи с началом Великой Отечественной войны.
Классические исследования  Прилежаева по окислению непредельных соединений послужили толчком для большого числа работ по α-окисям, появившихся за последние сорок лет как в России, так и за её пределами. В большинстве работ иностранных авторов по вопросам окисления этиленовых соединений сознательно игнорируется приоритет русской науки в этой области органической химии.
Список научных работ Прилежаева:
- О нитрозах этиленовых углеводородов.
- Дегидратация изобутиленгликоля.
- Действие разведённых кислот на спирты.
- Об оксоктеноле.
- К вопросу о строении β-бензпинаколина.
- Действие амилата натрия на окись изобутилена.
- Действие уксусного ангидрида на дизобутиленгликоль
- Сравнительное окисление дизобутилена KMnO4 и Mg(MnO4)2
- Окисление непредельных соединений гидроперекисями
- Органические перекиси и их применение для окисления непредельных соединений
- Окись лимонена
- Об окиси пулегона
- К составу терпентинного масла.